# Namdalseid
Namdalseid és un antic municipi situat al comtat de Nord-Trøndelag, Noruega. Té 1,707 habitants i té una superfície de 769.93 km². El centre administratiu del municipi és el poble homònim.
El municipi limita amb els municipis de Flatanger, Roan i Osen a l'oest; amb Namsos al nord; amb Åfjord i Verran al sud-oest; i Steinkjer al sud. Hi ha força llacs dins el municipi, destacant el Gilten i el Finnvollvatnet. El riu Sverka travessa la part occidental del municipi. El fiord de Namsen forma la major part de la frontera nord.
Namdalseid està patint una important disminució de la població, ja que cada vegada menys joves volen dedicar-se a l'agricultura i la ramaderia; principals font d'ingressos del municipi. A part d'això també s'hi practiquen pesca, amb rius plens de salmons, i caça, amb molta fauna. També hi ha alguna indústria, principalment de pells d'animals.